# Lotharpfad
Koordinaten: 48° 30′ 21,5″ N, 8° 13′ 20,3″ O

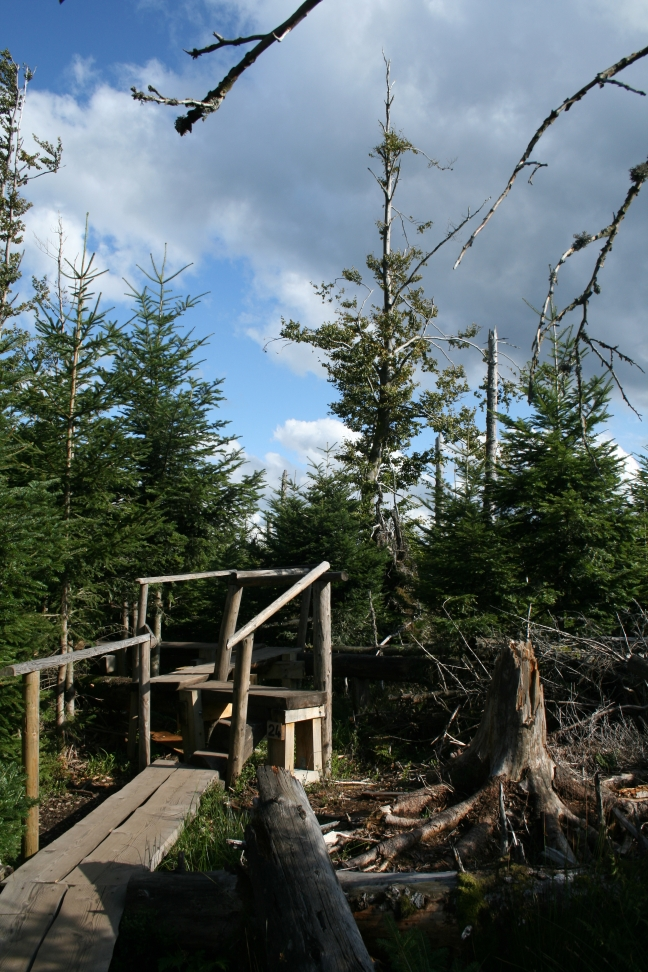
Steg über einen umgestürzten Baum zwischen jungen Tannen 2007

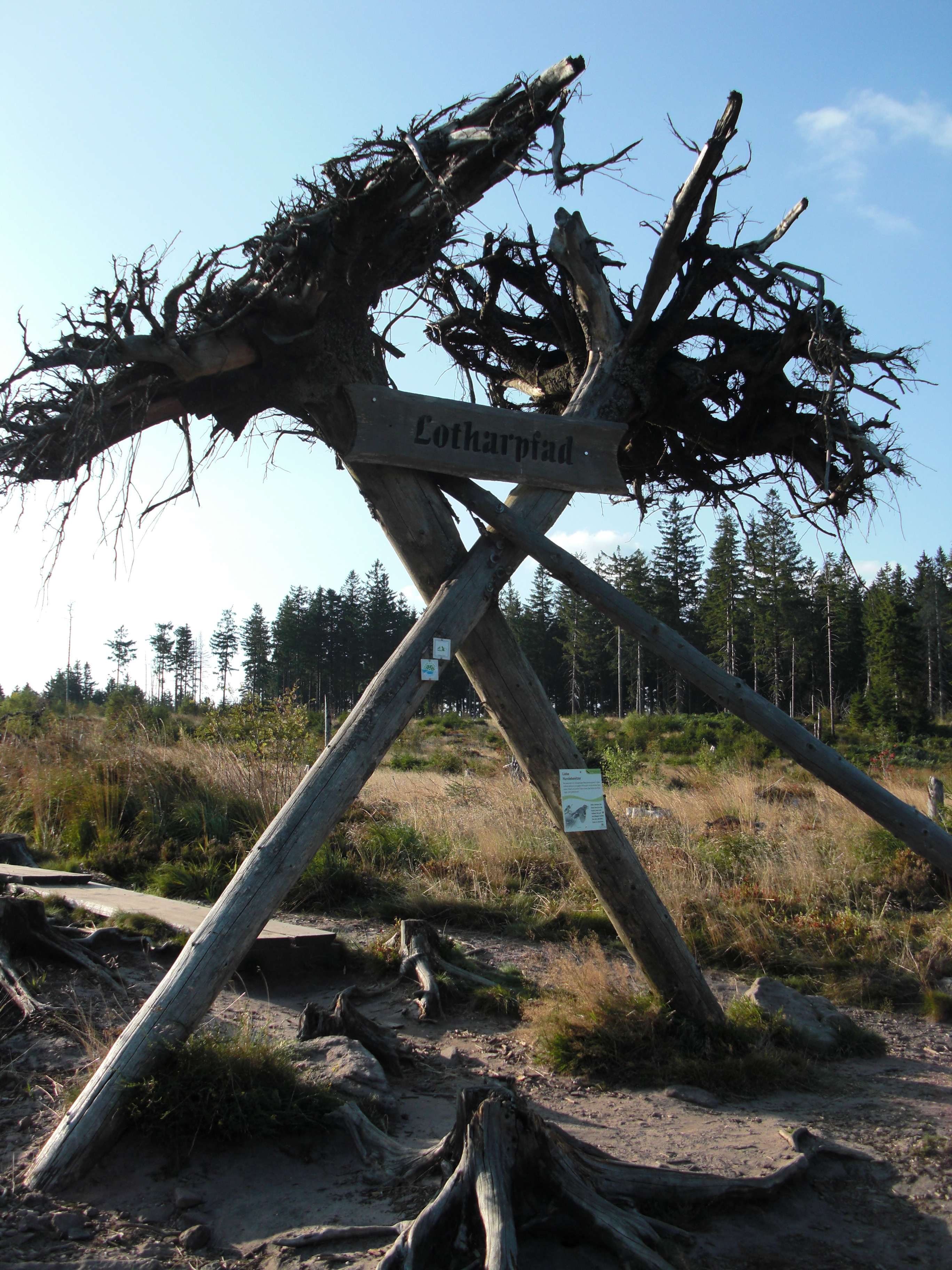
„Eingang“ des Lotharpfades

Der Lotharpfad ist ein Walderlebnis- und Lehrpfad im Nationalpark Schwarzwald an der Schwarzwaldhochstraße zwischen Schliffkopf und Alexanderschanze im Nordschwarzwald. Der Name des Sturmwurferlebnispfads geht zurück auf den Orkan Lothar, der am 26. Dezember 1999 mit Windgeschwindigkeiten bis zu 200 km/h hier eine breite Schneise in den Wald gerissen hat.
Nachdem Bergweiden durch Stallhaltung und Aufgabe der Heunutzung zunehmend brach gefallen waren, wurden die Hochflächen des Nordschwarzwaldes zunächst vorwiegend mit Fichten wieder aufgeforstet, die im Buntsandsteinboden nicht tief wurzeln konnten. Insgesamt riss der Sturm in Baden-Württemberg innerhalb von zwei Stunden rund 30 Millionen Kubikmeter Holz zu Boden.
Nach dem Sturm beschlossen die Naturschutz- und die Forstverwaltung die 10 Hektar große Sturmwurffläche, auf der später der Lotharpfad entstand, als Bannwald sich selbst zu überlassen, um die natürliche Regeneration langfristig beobachten zu können.
Im Juni 2003 entstand dann an der Schwarzwaldhochstraße (B 500) zwischen Ruhestein und Kniebis-Alexanderschanze – im Rahmen des mit Mitteln der Europäischen Union geförderten Projekts Grindenschwarzwald – ein 800 m langer Lehr- und Erlebnispfad, der über Treppen, Brücken und Stege aus hier angefallenem Bruchholz über und unter den umgestürzten Bäumen hindurchführt – der Lotharpfad im engeren Sinne. Eine Aussichtsplattform bietet einen Ausblick über Braunberg, Lierbach, Oppenau, Straßburg und den Vogesen; bei guter Fernsicht bis zum Feldberg, dem Kaiserstuhl und zu den Alpen.
Seit der Gründung des Nationalparks im Jahr 2014 befindet sich der Lotharpfad im Nationalparkgebiet und wird nun auch von der Nationalparkverwaltung betreut.
2007 wurde von jährlich annähernd 50.000 Besuchern am Lotharpfad berichtet.